# Кузьмин-Короваев, Василий Михайлович
Василий Михайлович Кузьмин-Короваев († после 1611) — русский военный деятель, наместник, воевода во времена правления Ивана IV Васильевича Грозного, Фёдора Ивановича, Бориса Годунова и Смутное время.

## Биография
Третий воевода в Чебоксарах (1578). Был в плену в Польше (1581-1585). Пристав у польских послов (1586). Наместник в Белёве (1587). Второй воевода в Терках (1589). Объезжий голова в Москве (1592). Послан в Алатырь (1594) Второй судья Московского Судного приказа (1598). В Серпуховском походе 2-й воевода "у снаряда" (1598). Пристав у персидских послов (1600). Второй воевода в Казани (1601 и 1605). Судья Казенного двора (1602). Объезжий голова в Москве (1606).
Умер († после 1611).